# 宮坂博敏
宮坂 博敏（みやさか ひろとし、1928年〈昭和3年〉2月14日 - 2018年〈平成30年〉3月4日）は、日本の政治家。長野県千曲市長。

## 来歴
長野県埴科郡杭瀬下村（現千曲市）生まれ。旧制山梨高等工業学校卒業。旧更埴市助役を務めた。

### 1989年更埴市長選挙
稲玉貞雄の引退に伴い、前助役として立候補して、新人を破って初当選を果たした。
※当日有権者数：-人 最終投票率：87.38%（前回比：-pts）
| 候補者名 | 年齢 | 所属党派 | 新旧別 | 得票数   | 得票率 | 推薦・支持 |
| -------- | ---- | -------- | ------ | -------- | ------ | ---------- |
| 宮坂博敏 | 61   | 無所属   | 新     | 13,687票 | 58.5%  | -          |
| 原利夫   | 53   | 無所属   | 新     | 9,710票  | 41.5%  | -          |

1989年（平成元年）更埴市長選挙に当選した。1993年（平成5年）に無投票で再選を果たした。

### 1997年更埴市長選挙
元高校教員の新人との争いとなったが、これを破って3選を果たした。
※当日有権者数：-人 最終投票率：51.65%（前回比：-pts）
| 候補者名 | 年齢 | 所属党派 | 新旧別 | 得票数   | 得票率 | 推薦・支持 |
| -------- | ---- | -------- | ------ | -------- | ------ | ---------- |
| 宮坂博敏 | 69   | 無所属   | 現     | 11,698票 | 75.9%  | -          |
| 馬場修   | 62   | -        | 新     | 3,715票  | 24.1%  | -          |

### 2003年千曲市長選挙
平成の大合併では、周辺2町との新設合併を推進し、2003年（平成15年）9月1日に千曲市となった。千曲市の初代市長となった。
※当日有権者数：51641人 最終投票率：69.56%（前回比：-pts）
| 候補者名 | 年齢 | 所属党派 | 新旧別 | 得票数  | 得票率 | 推薦・支持 |
| -------- | ---- | -------- | ------ | ------- | ------ | ---------- |
| 宮坂博敏 | -    | 無所属   | 新     | 19595票 | 54.93% | -          |
| 滝沢弘   | -    | 無所属   | 新     | 16076票 | 45.07% | -          |

同年10月5日に就任した。2007年（平成19年）の市長選には立候補しなかった。同年10月4日に退任した。
2008年（平成20年）、旭日小綬章受章。
2018年3月4日、病気のため死去、90歳没。死没日をもって正五位に叙される。